# Пахольченко Олександр Миколайович
Олекса́ндр Микола́йович Пахо́льченко — полковник Збройних сил України.
Станом на березень 2013 року — інструктор екіпажу Ан-26, льотчик-випробовувач 1 класу, замісник командира військового науково-дослідницького центру.

## Відзнаки та нагороди
- За вагомий особистий внесок у зміцнення обороноздатності та безпеки Української держави, зразкове виконання військового обов'язку, високий професіоналізм та з нагоди 18-ї річниці Збройних Сил України нагороджений медаллю «За військову службу Україні» (1.12.2009).[1]
- За особисту мужність і героїзм, виявлені у захисті державного суверенітету та територіальної цілісності України, вірність військовій присязі під час російсько-української війни, відзначений — нагороджений орденом «За мужність» III ступеня (29 вересня 2014 року).